# Végétal (album)
Pour les articles homonymes, voir Végétal (homonymie).
Albums de Émilie Simon
La Marche de l’empereur
(2005) The Flower Book
(2006)
Végétal est le troisième album d’Émilie Simon, sorti le 6 mars 2006.

## Historique
Cet album est traversé par la thématique florale : l’ensemble des paroles sont en relation avec les plantes, certains sons ont été même produits à partir de plantes. Le CD peut être utilisé sur le site officiel d’Émilie Simon pour accéder à un contenu exclusif, composé de bonus, de remixes et du clip de Fleur de saison.[réf. souhaitée]
Une édition spéciale de l’album est sortie en décembre 2006, comportant un deuxième disque avec des bonus, des remixes de Fleur de saison et d’Opium, un film exclusif sur l’élaboration de l’album et du clip de Fleur de saison. Cinq éditions de Végétal existent, toutes différentes les unes des autres grâce à l’ajout de bonus.
En 2006, Végétal s’est vendu à un total de 77 376 exemplaires en France. Il s’est classé 84e dans le classement des meilleures ventes de l’année en France et 34e dans le classement des téléchargements avec 2 306 téléchargements de l’intégralité de l’album.
Végétal a remporté la Victoire de la musique 2007 de la catégorie « Album de musiques électroniques / groove / dance de l’année », succédant trois ans après à l’album Émilie Simon, récompensé en 2004.

## Titres

### Édition originale
1. Alicia
2. Fleur de saison
3. Le Vieil Amant
4. Sweet Blossom
5. Opium
6. Dame de lotus
7. Swimming
8. In the Lake
9. Rose hybride de thé
10. Never Fall in Love
11. Annie
12. My Old Friend
13. En cendres

### Édition japonaise
Le visuel japonais est différent de l’original ; il reprend celui du single Fleur de saison.
1. Alicia
2. Fleur de saison
3. Le Vieil Amant
4. Sweet Blossom
5. Opium
6. Dame de lotus
7. Swimming
8. In the Lake
9. Rose hybride de thé
10. Never Fall in Love
11. Annie
12. My Old Friend
13. En cendres
14. Papillon (bonus)
15. Ferraille (bonus)
16. EPK (vidéo)
17. Fleur de saison (vidéo)

### Édition limitée
Édition sortie le 4 décembre 2006 :
- CD 1 :
  1. Alicia
  2. Fleur de saison
  3. Le Vieil Amant
  4. Sweet Blossom
  5. Opium
  6. Dame de lotus
  7. Swimming
  8. In the Lake
  9. Rose hybride de thé
  10. Never Fall in Love
  11. Annie
  12. My Old Friend
  13. En cendres

- CD 2 :
  1. Au lever du soir
  2. Papillon
  3. Ferraille
  4. Fleur de saison (JD and JO from Le Tigre remix)
  5. Fleur de saison (Neïmo flavoured mix)
  6. Opium (Tom Van Den Heuvel remix)
  7. Opium (Clocks remix)
  8. EPK (Video)
  9. Fleur de saison (Video)

### Édition OpenDisc
1. Papillon
2. Ferraille
3. Madeleine
4. Fleur de saison (JD and JO from Le Tigre remix)

## Singles

### Fleur de saison(téléchargement)
1. Fleur de saison

### Rose hybride de thé(téléchargement)
1. Rose hybride de thé

### Dame de lotus
1. Dame de lotus (nouvelle version)
2. Dame de lotus (Tom VDH remix)
3. Never Fall in Love (oldies version)